# Бірчій (Горж)
Бірчій (рум. Bircii) — село у повіті Горж в Румунії. Входить до складу комуни Бенджешть-Чокадія.
Село розташоване на відстані 210 км на захід від Бухареста, 26 км на схід від Тиргу-Жіу, 87 км на північ від Крайови.

## Населення
За даними перепису населення 2002 року у селі проживали 209 осіб, усі — румуни. Усі жителі села рідною мовою назвали румунську.